# Stazione di Monteroni di Lecce
La stazione di Monteroni di Lecce è una fermata ferroviaria al servizio del comune di Monteroni di Lecce, posta sulla linea Novoli-Gagliano del Capo. Gestita dalle Ferrovie del Sud Est, è entrata in servizio nel 1907, assieme al tronco Novoli-Nardò della linea Novoli-Gagliano del Capo.

## Servizi
La stazione dispone di:
- Area per l'attesa
- Accessibilità per portatori di handicap

## Movimento
La stazione è servita dai treni regionali svolti dalle Ferrovie del Sud Est nella relazione Lecce - Gagliano Leuca via le linee 2 e 3.